# Маштаков, Павел Семёнович
Павел Семёнович Маштако́в (19 мая 1920, Высоково Большое, Владимирская губерния — 9 августа 2012, Владимир) — участник Великой Отечественной войны, командир орудия 146-го гвардейского артиллерийского миномётного полка 14-й гвардейской кавалерийской дивизии 7-го гвардейского кавалерийского корпуса 1-го Белорусского фронта, гвардии старший сержант. Герой Советского Союза (1945).

## Биография
Павел Семёнович Маштаков родился 19 мая 1920 года в деревне Большое Высоково в семье крестьянина. По национальности — русский. В 1936 году окончил семилетку. Переехав к родственникам в Ковров, поступил в школу фабрично-заводского ученичества. Окончил два курса.
В 1940 году был призван в РККА и направлен в артиллерию.

## Великая Отечественная война
Когда началась война, Маштаков находился в Закавказье. Его артполк охранял границы с Турцией и Ираном. Окончил полковую школу и осенью 1941 был направлен на фронт командиром орудия. Боевое крещение получил в боях под Таганрогом на реке Миус. В ноябре 1941 во время поединка с немецкими танками подбил две машины врага, но был ранен. После госпиталя его направили в 146-й гвардейский артиллерийско-миномётный полк. Принимал участие в боях под Сталинградом, в форсировании Днепра и Десны, в освобождении Белоруссии. Одним из первых вышел к госгранице СССР, за что получил орден Красного Знамени. Отличился в боях в Польше. В январе 1945 в бою за Клайнитц, оставшись у пушки один, отбил несколько танковых атак, помог штабу полка вырваться из окружения. За это 24 марта 1945 года ему было присвоено звание Героя Советского Союза. Участвовал в битве за Берлин.

## После войны
19 мая 1945 года вместе с гвардии старшиной Папышевым и знаменосцем Шкирёвым на аэродроме имени Фрунзе он встречал Знамя Победы, водружённое 2 мая 1945 года на Рейхстаг. Участвовал в Параде Победы 24 июня 1945 года.
В мае 1946 году был демобилизован и приехал во Владимир. В 1949 году окончил Владимирский энергомеханический техникум. 34 года проработал на производственном объединении «Техника». В 1986 году ушёл на пенсию. Активно участвовал в военно-патриотической работе. Был одним из членов областного Совета ветеранов.
Был последним Героем Советского Союза, проживавшим во Владимире.
Ушёл из жизни 9 августа 2012 года, похоронен на аллее Героев на кладбище Улыбышево.

## Память
- В Коврове на Аллее Героев ему установлен обелиск, во Владимире — барельеф. Также его имя увековечено на мемориале героев-ивановцев.
- Мемориальная доска в память о Маштакове установлена Российским военно-историческим обществом на школе села Вознесенье, где он учился.
- Во Владимире именем Маштакова названа средняя школа №5 и ближайшая к учебному заведению остановка общественного транспорта.

## Награды и звания
- Герой Советского Союза (24.01.1945);
- орден Ленина (24.01.1945);
- орден Красного Знамени;
- орден Отечественной войны 1-й степени;
- орден Отечественной войны 2-й степени;
- орден Красной Звезды;
- медали, в том числе:
  - «За боевые заслуги»;
- Почётный гражданин города Владимир (2005 год)[6]
- Почётный гражданин города Коврова (2012 год)[7].